# Sarsfield Lake
Sarsfield Lake är en sjö i Kanada.   Den ligger i Timiskaming District och provinsen Ontario, i den sydöstra delen av landet, 500 km nordväst om huvudstaden Ottawa. Sarsfield Lake ligger 334 meter över havet. Arean är 0,31 kvadratkilometer. Den ligger vid sjöarna  Ellis Lake och Knight Lake. Den sträcker sig 1,0 kilometer i nord-sydlig riktning, och 0,6 kilometer i öst-västlig riktning.
I omgivningarna runt Sarsfield Lake växer i huvudsak blandskog. Trakten runt Sarsfield Lake är nära nog obefolkad, med mindre än två invånare per kvadratkilometer.